# Shunsaku Tamiya
Shunsaku Tamiya (en japonés: 田宮俊作; Shizuoka, 19 de diciembre de 1934 - 18 de julio de 2025) fue un empresario japonés. Fue presidente de la junta directiva y director representante de Tamiya Corporation, un importante fabricante japonés de modelos de plástico.

## Biografía
Shunsaku Tamiya nació el 19 de diciembre de 1934 en Shizuoka. Se graduó de la Escuela Secundaria de la Prefectura de Shizuoka y de la Universidad de Waseda.
Tamiya se hizo cargo de lo que originalmente había sido el negocio de aserradero de su padre y lo convirtió en uno de los mayores fabricantes de coches radiocontrolados y maquetas en kit del mundo. Tamiya era conocido por su búsqueda de la precisión en sus modelos a escala. Fotografió y coleccionó personalmente sujetos de tamaño real para recrearlos como modelos. El primer kit de modelo de plástico de Tamiya se basó en el Jaguar D-Type. En la década de 1970, Tamiya lanzó su primer coche radiocontrolado, un modelo del Porsche 934. En la década de 1980, Shunsaku Tamiya lideró la empresa a través de un aumento en la popularidad de las carreras de coches radiocontrolados como un deporte de motor competitivo. En 1982, la empresa desarrolló sus primeros modelos Mini 4WD, que se hicieron muy populares en Japón. Durante la Guerra Fría, fue puesto bajo vigilancia por la Oficina de Seguridad Pública del Departamento de Policía Metropolitana de Tokio por buscar información sobre los tanques del Pacto de Varsovia en la embajada de la Unión Soviética en Tokio.
Como presidente de la Asociación Cooperativa Educativa y de Modelismo de Shizuoka, Tamiya contribuyó a convertir la ciudad de Shizuoka en una importante ciudad de la industria mundial del modelismo mediante iniciativas como el Shizuoka Hobby Show. Falleció el 18 de julio de 2025, a los 90 años.